# Embaixador dos Estados Unidos nas Nações Unidas
O Embaixador dos Estados Unidos nas Nações Unidas (United States Ambassador to the United Nations, em inglês) é o líder da delegação americana, da missão dos Estados Unidos nas Nações Unidas. A posição é mais formalmente conhecida como o "Representante Permanente dos Estados Unidos da América junto das Nações Unidas, com o estatuto e status do Embaixador Extraordinário e Plenipotenciário e Representante dos Estados Unidos da América no Conselho de Segurança das Nações Unidas"; Também é conhecido como o Representante Permanente dos Estados Unidos, ou "Perm Rep", para as Nações Unidas.
O Representante Permanente dos Estados Unidos, atualmente, é encarregado de representar os Estados Unidos no Conselho de Segurança das Nações Unidas e durante quase todas as reuniões plenárias da Assembleia Geral das Nações Unidas, exceto na situação rara em que um funcionário mais alto dos Estados Unidos (como Secretário de Estado dos Estados Unidos ou o Presidente) está presente. Como todos os embaixadores dos Estados Unidos, ele ou ela deve ser nomeado pelo presidente dos  e confirmado pelo Senado.
Muitos proeminentes políticos e diplomatas dos EUA ocuparam o cargo, incluindo Adlai Stevenson II, George H. W. Bush, Jeane Kirkpatrick e Madeleine Albright.
A atual embaixadora Linda Thomas-Greenfield, que foi nomeada para este cargo pelo presidente Joe Biden.

## Lista de representantes
Esta é uma lista de representantes permanentes dos Estados Unidos, ou outros chefes de missão, junto da Organização das Nações Unidas em Nova Iorque.
Os Estados Unidos foram um dos Estados fundadores das Nações Unidas e é membro desde 24 de outubro de 1945.
| Início | Término | Representante permanente (Chefe de missão) | Cargo                        | Credenciais |
| ------ | ------- | ------------------------------------------ | ---------------------------- | ----------- |
| 1945   | 1946    | Edward Stettinius Jr.                      | Representante permanente     |             |
| 1946   | 1947    | Herschel Johnson                           | Encarregado de negócios a.i. | -           |
| 1947   | 1953    | Warren Austin                              | Representante permanente     |             |
| 1953   | 1960    | Henry Cabot Lodge Jr.                      | Representante permanente     |             |
| 1960   | 1961    | James Jeremiah Wadsworth                   | Representante permanente     |             |
| 1961   | 1965    | Adlai Stevenson                            | Representante permanente     |             |
| 1965   | 1968    | Arthur Goldberg                            | Representante permanente     |             |
| 1968   | 1968    | George Wildman Ball                        | Representante permanente     |             |
| 1968   | 1969    | James Russell Wiggins                      | Representante permanente     |             |
| 1969   | 1971    | Charles Woodruff Yost                      | Representante permanente     |             |
| 1971   | 1973    | George H. W. Bush                          | Representante permanente     |             |
| 1973   | 1975    | John A. Scali                              | Representante permanente     |             |
| 1975   | 1976    | Daniel Patrick Moynihan                    | Representante permanente     |             |
| 1976   | 1977    | William Scranton                           | Representante permanente     |             |
| 1977   | 1979    | Andrew Young                               | Representante permanente     |             |
| 1979   | 1981    | Donald McHenry                             | Representante permanente     |             |
| 1981   | 1985    | Jeane Kirkpatrick                          | Representante permanente     |             |
| 1985   | 1989    | Vernon Walters                             | Representante permanente     |             |
| 1989   | 1992    | Thomas R. Pickering                        | Representante permanente     |             |
| 1992   | 1993    | Edward J. Perkins                          | Representante permanente     |             |
| 1993   | 1997    | Madeleine Albright                         | Representante permanente     |             |
| 1997   | 1998    | Bill Richardson                            | Representante permanente     | 1997-02-18  |
| 1998   | 1999    | Peter Burleigh                             | Encarregado de negócios a.i. | -           |
| 1999   | 2001    | Richard Holbrooke                          | Representante permanente     | 1999-09-07  |
| 2001   | 2001    | James B. Cunningham                        | Encarregado de negócios a.i. | -           |
| 2001   | 2004    | John Negroponte                            | Representante permanente     | 2001-09-19  |
| 2004   | 2005    | John Danforth                              | Representante permanente     | 2004-07-23  |
| 2005   | 2005    | Anne W. Patterson                          | Encarregada de negócios a.i. | -           |
| 2005   | 2006    | John R. Bolton                             | Representante permanente     | 2005-08-02  |
| 2006   | 2007    | Alejandro Daniel Wolff                     | Encarregado de negócios a.i. | -           |
| 2007   | 2009    | Zalmay Khalilzad                           | Representante permanente     | 2007-04-30  |
| 2009   | 2013    | Susan Rice                                 | Representante permanente     | 2009-01-26  |
| 2013   | 2013    | Rosemary DiCarlo                           | Encarregada de negócios a.i. | -           |
| 2013   | 2017    | Samantha Power                             | Representante permanente     | 2013-08-05  |
| 2017   | 2019    | Nikki Haley                                | Representante permanente     | -           |
| 2019   | 2019    | Jonathan Cohen                             | Interino                     | -           |
| 2019   | 2021    | Kelly Craft                                | Representante permanente     | -           |
| 2021   | atual   | Linda Thomas-Greenfield                    | Representante permanente     | -           |